# Albero genealogico dei Querfurt

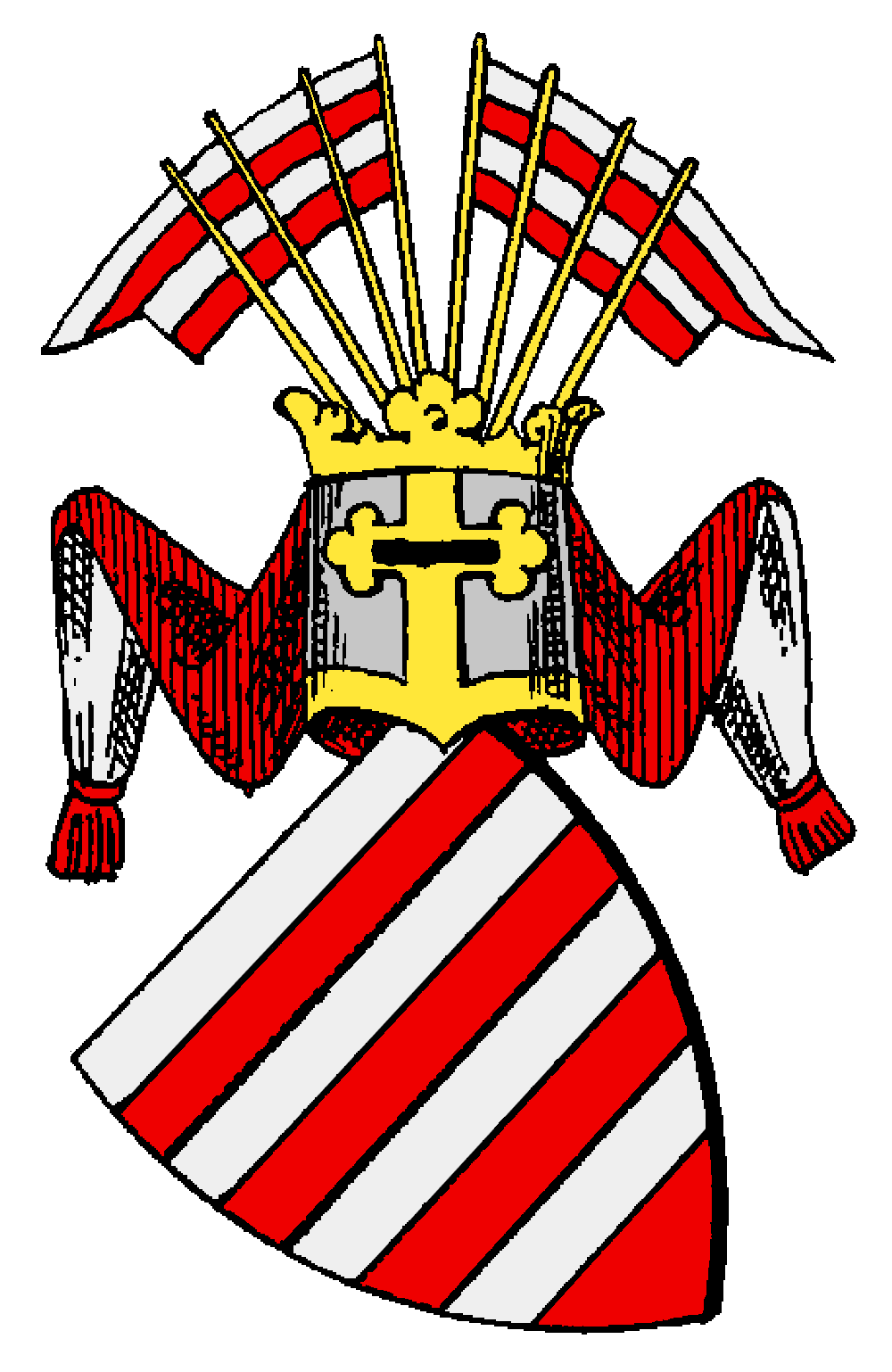
Stemma dei signori di Querfurt

Di seguito è rappresentato l'albero genealogico della dinastia di Querfurt
La ricostruzione genealogica presenta una situazione contraddistinta dalla carenza di fonti, interessa l'intero periodo di vita della dinastia e di tutti i suoi rami. Le date sicure sono le date di nascita e morte menzionati nei documenti; tuttavia, i periodi di tempo presentati non sono spesso una garanzia di validità essendovi altre fonti con date spesso differenti. Alcuni dettagli genealogici, compresa la filiazione alla dinastia di alcune soggetti, non sono sicure.
Per quanto riguarda l'enumerazione genealogica, in particolare dei Burcardi, le informazioni fornite da storici variano notevolmente tra loro. Poiché l'utilizzo dei numeri ordinali non era comune nel Medioevo, il conteggio è usato per questioni di riconoscimento. Le informazioni sono fornite in tale sede in modo tale che inizi un conteggio separato per i conti di Mansfeld. Nel caso della linea dei burgravi di Magdeburgo e dei loro discendenti, il conteggio viene continuato, così come il ramo con sede a Querfurt. L'assegnazione dei numeri ordinali non corrisponde quindi alla genealogia della dinastia nella sua totalità con un conteggio comune.
L'albero genealogico è compilato, per quanto possibile, sulla base delle numerose pubblicazioni genealogiche. Al momento non è possibile un'analisi completa di tutti i dati individuali che sono stati tramandati ai vari nomi con lo stesso nome, in quanto coesistevano due linee e i nomi che compaiono possono riferirsi ciascuno a persone diverse con lo stesso nome. La storiografia non fornisce un quadro chiaro e conclusivo al riguardo e spesso permette solo congetture e possibilità.

## Signori di Querfurt, burgravi di Magdeburgo (1136–1243/1247), conti di Seeburg (estintosi nel 1192) e conti di Gleiß (estintosi nel 1158)
Il primo rappresentante noto della stirpe fu Bruno, conte di Arneburg (comes Harneburgensis), († 30 novembre 978, citato nella ritirata da una campagna contro il re della Francia Occidentale Lotario IV) ∞ Frederuna († 1015 al castello di Zörbig), figlia di Volkmar I, conte dell'Harzgau († 961). Essi ebbero:
A1. Ricberto, conte di Hassegau († 1009), documentato nel 1002 († dopo il 1009);
A2. Bruno II il Vecchio (Brotz), signore di Querfurt, monaco e abate dell'abbazia di San Michele di Lüneburg († dopo il 1009) (940 circa-19 ottobre tra il 1009 e il 1013) ∞ (circa 973) Ida († 27 maggio prima del 1009);
B1. Bruno (Bonifacio), "il Santo", canonico di San Maurizio a Magdeburgo (995), cappellano di corte dell'imperatore Ottone III (996), arcivescovo dei gentili (pagani) (1004-1009) (974 circa al castello di Querfurt-9 marzo 1009 vicino a Suwałki, decapitato);
B2. Gebeardo I, signore di Querfurt (1009) (975 circa-1017 circa) ∞ N.N, figlia di Burcardo IV di Hassegau († 982) ed Emma di Merseburgo;
C1. Burcardo I "il Pio", signore di Querfurt ∞  N.N.;
D1. Gebeardo II, signore di Querfurt (⚔ 18 febbraio 1126 presso Kulm) ∞ intorno al 1090/1095, Oda di Ammensleben (nata intorno al 1071), figlia del conte Teodorico di Ammensleben († 1120) e di Amulrada di (Moorsleben) Ammensleben e Grieben;
E1. Corrado (I) di Querfurt, canonico a Magdeburgo (1125), suddiacono (1125-1126), arcivescovo di Magdeburgo dal 29 giugno 1134alla morte, (prima del 1095-2 maggio 1142 a Magdeburgo, sepolto nella cattedrale di Magdeburgo);
E2. Gebeardo III di Querfurt (⚔ 18 febbraio 1126 vicino a Kulm);
E3. Burcardo II di Querfurt, burgravio (come Burcardo I) e Hochvogt dell'arcivescovado dell'arcivescovado di Magdeburgo (1136), acquistò la carica di Vogt del monastero di Lutisburgo (Ludesburgo) vicino a Querfurt nel 1146, Vogt dell'abbazia di Neuwerk zu Halle (1156), documentato dal 1120 al 1161 (1100 circa-dopo il 20 novembre 1161) ∞ N.N. (da Magdeburgo?);
F1. Burcardo III di Querfurt, burgravio (come Burcardo II) di Magdeburgo (1161/1162–1177/1178), Vogt dell'abbazia di Neuwerk (1164), documentato dal 19 giugno 1155 al 4 ottobre 1177 (1125/1130 circa-dopo il 4 ottobre 1177 e prima del 30 giugno 1178) ∞ (intorno al 1150) Mechtild o Matilde di Tonna, documentata dal 1146 al 1149, (1130 circa-1200 circa), figlia del conte Lamberto I di Tonna e Berg († 1149) e Matilde di Are;
G1. Burcardo IV di Querfurt, burgravio (come Burcardo III) di Magdeburgo (1177/1178–1190), documentato dal 1176 al 1189, (1150 circa-giugno 1190 ad Antiochia, sepolto nella chiesa di San Paolo) ∞ (prima del maggio 1189) Sofia di Wettin († 1195), figlia del conte Enrico I di Wettin (1123–1181) e Sofia (di Sommerschenburg) († 1189/1195);
H1. Burcardo V di Querfurt, burgravio (come Burcardo IV) di Magdeburgo (1209–1243/1247), soprannominato Kurzhand (Mano corta) (1233), documentato dal 1209 al 1243, (1189/1190 circa-tra il 1243 e prima del 2 aprile 1247) ∞ (intorno al 1210/1212) contessa Sofia di Wildungen e Ziegenhain (1190 circa-dopo il 26 febbraio 1254), figlia del conte Federico di Ziegenhain (Ludovingi) (1155–1213), figlio del langravio di Turingia Luigi II di Turingia e Giuditta di Svevia, e di Liutgarda (Lukardis) di Ziegenhain († 1207). Per i discendenti vedi qui.
G2. Gebeardo IV di Querfurt, funse da burgravio di Magdeburgo per il nipote minorenne fino alla sua maggiore età (1190–1209), Vogt dell'abbazia di Marienzell vicino a Querfurt, documentato dal 1178 al 1213 (1150/1155 circa-dopo il 21 agosto 1213 prima del 1216) ∞ (I) (intorno al 1185/1190) contessa Liutgarda di Käfernburg († 1195/1200), figlia del conte Günther II di Käfernburg (1129/1135–1197) e Agnese di Saarbrücken (Saargaugrafen) († prima del 1178) ∞ (II) (tra il 1197 e il 1202) contessa Luitgarda o Lukardis di Nassau, documentata dal 1204 al 1220 (1175/1180 circa-prima del 1222) (∞ II (prima del 1217) conte Ermanno V (III) di Virneburg, documentato dal 1204 al 1254 (prima del 1209-dopo il 1254), figlio del conte Goffredo di Virneburg (1187–1204 / 1212)), figlia del conte Ruprecht III di Nassau († 1191) e la contessa Elisabetta di Leiningen († prima del 1235). Per i discendenti vedi qui.
G3. Corrado (I) di Querfurt, Domherr di Magdeburgo (1182), cappellano della corte imperiale e canonico di Hildesheim (1188), rettore di San Simone e Giuda di Goslar (1188-1114), rettore di San Nicola di Magdeburgo (1190–1194), rettore di Santa Maria di Aquisgrana (1194), cancelliere di Enrico VI e Filippo di Svevia (1195-1201), legato imperiale per Puglia, Italia e Sicilia (1196), electus di Hildesheim (1194), vescovo di Hildesheim (1196/97–1200), electus di Würzburg (1198–1200), vescovo di Würzburg (1201-1202) (1160 circa-3 dicembre 1202 a Würzburg, assassinato sotto la guida del ministeriale Bodo di Ravensburg, sepolto nella cattedrale di Würzburg);
G4. Guglielmo di Querfurt, rettore di Santa Maria di Aquisgrana (1197–1213), preposto di San Simone e Giuda di Goslar (1198-1199), Domherr di Hildesheim (1198), canonico di Magdeburgo (1209) (1160 circa-24 aprile tra il 1213 e il 1215);
G5. Gerardo I di Querfurt, detto "Überbein", documentato dal 10 maggio 1189 al dicembre 1200 (1160 circa-22 luglio 1203/05) nel monastero di Rode, Klosterrode;
G6. Adelaide di Querfurt, documentato dal 1189 al 1210, (1165 circa-6/7 aprile tra il 1210 e il 1224) ∞ (prima del 10 maggio 1189) conte Adolfo III di Schauenburg-Holstein, fondatore dell'abbazia di Reinfeld (1186) (1157/1159-3/4 gennaio 1225) (∞(1182) Adelaide di Assel († 25 dicembre 1186), figlia del conte Ottone di Assel (1130-1171/1175) e Salome di Heinsberg († 1185)), figlio del conte Adolfo II di Schauenburg, Holstein e Stormarn (1128-1164) e di Mechtild di Schwarzburg-Käfernburg (†1192);
G7. Una figlia dal nome sconosciuto di Querfurt (?-?) ∞ conte Alberto III di Wernigerode, documentato dal 1187 al 1214 († 1214/1217), figlio del conte Alberto II di Wernigerode († 1179/1202) e Adelaide (di Lüchow ?) († 1157).
F2. Una figlia dal nome sconosciuto di Querfurt ∞ conte Hartmann di Lobdeburg e Alerheim, documentato dal 1150 al 1184 († prima dell'11 novembre 1186), figlio di Hartmann di Alerheim;
C2. Ida da Querfurt ∞ conte Bernardo di Harzgau e nel nord della Turingia (Northeim), menzione documentata dal 1043 al 1062, († prima del 1069), figlio del conte Liutger di Harzgau (1013-1031) (Supplinburger);
C3. Cristiano (Christin) di Querfurt, conte di Seeburg (documentato nel 1036) († prima del 1067) ∞ Oda di Haldensleben, figlia del conte Bernardo di Haldensleben, margravio della marca del Nord, (- (1051)) e Kievskaja? (1015–).
D1. Wichmann I, conte di Seeburg (prima del 1067-1115 circa) ∞ (I) Gisela di Schweinfurt (1045/1050-22 febbraio dopo il 1090) (Schweinfurt) (∞ (I) conte Arnoldo III di Dießen († 8 febbraio 1095 circa), figlio del conte Mainardo IV Reicherbeuern), figlia del conte Ottone III “Il Bianco” di Schweinfurt, duca di Svevia (1048), margravio nel Nordgau bavarese (1024-1031), (995-1057) e Immilla di Torino († 1078) ∞ (II) Berta di Camburg (1075 circa-1150/1152), figlia del conte Guglielmo di Camburg e della contessa Geva di Seeburg;
E1. [II] Gero, conte di Seeburg, (12 luglio 1097-19 settembre 1122, sepolto nell'abbazia di Kaldenborn) ∞ (intorno al 1115) Matilde di Wettin, documentata nel 1100, († 21 gennaio prima del 1157, sepolta nell'abbazia di Petersberge) (∞ II: (1123) conte Ludovico II di Wippra († 1151), figlio del conte Cuno II di Wippra (1070–) e Cunegonda (di Turingia?) (1080–)) figlia del conte Thimo di Wettin (1015–1091/1100) e della contessa Ida di Northeim (1050/1060–1100);
F1. Corrado I, conte di Seeburg, documentato nel 1155, († dopo il 17 marzo 1172, prima del 1182);
G1. Corrado II di Seeburg, preposto del monastero di Seeburg (1191).
F2. Wichmann II, conte di Seeburg, canonico di Halberstadt (1136), canonico e prevosto di San Paolo a Magdeburgo (1145), prevosto di Halberstadt (1146), vescovo di Naumburg (1149-1154), Verweser dell'arcidiocesi di Magdeburgo (1152-1154), arcivescovo di Magdeburgo (1154-1192), fondò il monastero cistercense di Zinna nel 1171, il monastero di Seeburg intorno al 1175 e il monastero degli Agostiniani a St. Moritz nel 1180 (o 1184) Halle (Saale) e il convento cistercense San Giorgio a Glaucha; castello di Seeburg donato all'arcivescovado di Magdeburgo dal 1182 al 1184 (prima del 1116 a (Gleiß)-25 agosto 1192 a Könnern, sepolto davanti all'altare della croce nella cattedrale di Magdeburgo);
→ Linea estinta
F3.  Ek(ke)hart (Ec(ca)rdo), conte di Gleiß, († 20 gennaio 1158).
E2. [II] Edvige di Seeburg badessa di Gernrode (1118–1152), documentato il 14 febbraio 1152, († dopo il 14 febbraio 1152);
E3. [II] Geva di Seeburg, documentato il 14 febbraio 1152 († dopo il 14 febbraio 1152) ∞ (a Ichtershausen) conte Beringer I di Lohra, documentato dal 1107 al 1116 (10 ??-dopo il 1119), figlio di Teodorico, signore di Linderbach e Uta in Turingia (Schauenburg).
D2. Guglielmo, conte di Lutisburg, documento documentato dal 1067 al 1075.
B3. Teodorico II di Querfurt (nato intorno al 977);
B4. Wichmann (Wilhelm) da Querfurt (nato intorno al 978).
A3. Matilde di Arneburg († 3 dicembre 992) ∞ conte Lotario II di Walbeck, documentato nel 942, fondatore della collegiata Walbeck (942) († 962, sepolto nel 964 nella collegiata Walbeck) (conti di Walbeck);
A4. Teodorico I di Querfurt, documentato dal 1006 al 1023 ∞ (circa 975) Gerburga (di Stade?) (950- 1000) (Odoniani), figlia di Enrico I il Calvo, conte di Heilangau (959–), conte di Stade, († 976);
A5. Emnilde (poco chiaro: suora a Quedlinburg († 991)?) ∞ Dobromir, principe in Lusazia († prima del 991).

## Burgravi di Magdeburgo (1243/1247–1269), burgravi di Maidburg (Magdeburgo) (dal 1269) e conti di Hardegg e Retz (1314–1483)
Burcardo V di Querfurt, burgravio (come Burcardo IV) di Magdeburgo (1209-1243/1247), detto "Manocorta (Kurzhand) (1233), documentato dal 1209 al 1243 (1189/1190 circa-tra il 1243 e prima del 2 aprile 1247) ∞ (1210/1212 circa) contessa Sofia di Wildungen e Ziegenhain (1190 circa-dopo il 26 febbraio 1254), figlia del conte Federico di Ziegenhain (Ludovingi) (1155-1213) e Luitgarda (Lukardis) di Ziegenhain († 1207). Essi ebbero i seguenti discendenti:
A1. Burcardo VI (IX) di Querfurt, burgravio (come Burcardo V) di Magdeburgo (1243/1247–1269/1270), conclude un contratto per la vendita della carica di burgravio nel 1269, ma probabilmente muore poco dopo e il contratto viene ratificato dal figlio prima del 27 giugno 1270, documentato dal 1221 al 1267 (1210/1212 circa-tra il 15 settembre 1269 e il 27 giugno 1270) ∞ (1230/1235 circa) (Matilde), documentata nel 1246;
B1. Mechtild di Querfurt, documentata nel 1260 (prima del 1230-dopo il 1265) ∞ (prima del 1245) conte Sigfrido II (III) di Blankenburg, documentata dal 1225 al 1283, (prima del 1225-dopo il 1283), figlio del conte Sigfrido I (II) di Blankenburg (1192–1246) e Mechtild di Ampfurth († 1225);
B2. Burcardo VIII (XI) di Querfurt, detto di Rosenburg (1297), burgravio (come Burcardo VII) di Magdeburgo (1269/1270), vendette il burgraviato ad eccezione del castello di Rosenburg all'arcivescovo Corrado II, ricevendo il titolo di coppiere e i diritti di burgravio a Magdeburgo e Halle, nonché gli uffici di Gommern, Ranies, Elbenau e Gottau, con il diritto di continuare a chiamarsi burgravio di Maidburg; compare in un documento del 27 giugno 1270 come quondam burggravius, burgravio di Maidburg (1269–), documentato dal 1246 al 1306 (1235 circa-dopo il 12 novembre 1306, sepolto nell'abbazia di Unser Lieben Frauen di Magdeburgo) ∞ (I) (tra il 1250/1260) principessa Jutta di Sassonia (Ascanidi) (prima del 1226-prima del 1270) (∞ I: (12 ottobre 1239) Eric IV "Plovpenning", re di Danimarca (1241) (Estridsen) (1216 circa-10 agosto 1250 sulla Schlei vicino a Missunde, decapitato, sepolto nel 1258 nella chiesa di San Bendts, Ringsted), figlio del re Valdemaro II di Danimarca (1170-1241) e della principessa Berengaria del Portogallo (1194-1221)), figlia del duca Alberto I di Sassonia (Ascanidi) (1175–1260/1261) e Agnese d'Austria (Babenberg) (1206–1226) ∞ (II) (prima del 17 settembre 1273) Lukarde di Dorstadt († intorno al 1290), figlia di Corrado di Dorstadt (1232–1269) e Gertrude di Amersleben († 1262).
C1. [I] Sofia di Querfurt-Rosenburg (1260 circa-1325) ∞ (1295) Erik (Eriksen) "Langbein", principe di Langeland (1295) (1272 circa-1310), figlio del duca Eric I di Schleswig (1240-1272) e della principessa Margherita di Rugia (1247-1272).
A2. Burcardo VII (X) di Querfurt, burgravio-titolare (come Burcardo VI) di Magdeburg († 1269), burgravio di Maidburg (1269–1273/1278), signore di Hardegg, "il Giovane" (1255), documentato dal 1221 al 1273 (intorno al 1215-tra il 25 luglio 1273 e il 17 luglio 1278) ∞ (intorno al 1250 e prima del 25 luglio 1273) contessa Gisela di Käfernburg-Rabenswalde, erede di Hardegg, († dopo il 17 luglio 1278), figlia del conte Alberto I di Käfernburg-Wiehe e Rabenswalde († 1255) e N.N..
B1. Burcardo IX (XII) di Querfurt, burgravio-titolare (come Burcardo VIII) di Magdeburgo (1269), burgravio di Maidburg (1269), capitano di Weitra (1287), giudice distrettuale boemo a Meißen e Pleißenland (1299), capitano di Meißen (1300-1303), ereditò la contea di Hardegg e Retz da Bertoldo II di Käfernburg, conte di Rabenswalde, Hardegg, Plain e Retz, burgravio di Znaim, documentato dal 1273 al 1313 (probabilmente fino all'8 settembre 1314) (1250 circa-tra il 1297 e il 1314) ∞ (prima del 25 luglio 1273) (N.N. di Neuhaus).
C1. Burcardo X di Querfurt, burgravio di Maidburg, menzione documentata nel 1290 (nato circa nel 1265/1270);
C2. Bertoldo I di Querfurt, burgravio di Maidburg (Perchtold von Maidburch) (1312), conte Bertoldo II di Hardegg e Retz (1314-1328), fondatore della linea Maidburg-Hardegg (estintasi nel 1483), documentato dal 1311 al 1327 (1275/1280-5 giugno 1328, sepolto nella chiesa domenicana, Retz) ∞ (prima del 5 aprile 1322) Agnese (di Schaunberg?) (di Henneberg?) († 18 luglio 1333, sepolta nella chiesa domenicana, Retz);
D1. Enrico di Maidburg-Hardegg, ecclesiastico, documentato il 22 gennaio 1327 e il 5 marzo 1328 (nato circa nel 1310);
D2. Ottone I, burgravio di Maidburg, conte Ottone III di Hardegg, documentato dal 13 agosto 1335 al 1355 (1305/1310 circa-6 dicembre 1355);
D3. Bertoldo II, burgravio di Maidburg, conte Bertoldo III di Hardegg, documentato dal 1332 al 1340, (1305/1310 circa-prima del 18 marzo 1346) ∞ N.N.;
E1. Bertoldo III, burgravio di Maidburg, conte Bertoldo IV di Hardegg, menzione documentata dal 1346 al 1373 (1330/1335 circa-6 aprile 1374(5), sepolto nel monastero di Retz) ∞ (15 maggio 1357) Beatrice di Slesia-Beuthen-Cosel, documentato nel 1356 (1330/1335 circa-20 febbraio 1364), figlia del duca Wladislaw II di Beuthen e Cosel (1277/1283-1352) e Lukardis di Parchim-Richenberg († 1362/1369);
E2. Burcardo XIII, burgravio (Burglinus) di Magdeburgo (1359), conte Burcardo III di Hardegg e Retz, signore di Kaja (1376), cancelliere dell'imperatore Carlo IV (1359-1366), documentato dal 1359 al 1387, (1330/1335 circa-5 marzo 1388 al castello di Kaja) ∞ (11 marzo 1358) Jutta di Anhalt-Zerbst († 23 febbraio 1381, sepolta a Retz), figlia del principe Alberto II di Anhalt-Zerbst, conte palatino di Sassonia, conte di Landsberg (1306-1362) e Beatrice di Sassonia-Wittenberg (1310-1345).
F1. Giovanni III, burgravio di Maidburg, conte di Hardegg, "il Giovane" (1389), capitano di Steyr (1396), maresciallo della Bassa Austria (1406), consigliere del re Sigismondo (17 maggio 1419), documentato dal 1378 al 1423 (1360 circa-8 giugno 1427, morto in prigionia tra i Taboriti al castello di Waldstein) ∞ (I) (tra il 20 settembre 1386 e il 6 gennaio 1387) Utelhild di Matsch, erede di Kirchberg (prima del 1348-1414, prima del 1 ° novembre) (∞ I: (1379, prima del 2 febbraio) conte Meinardo VI di Gorizia († dopo il 6 maggio 1385), figlio del conte Alberto II di Gorizia-Lienz († 1327) e di Offmei Utelhild (Euphemia) di Matsch († 1350)), figlia del Vogt Ulrico IV Matsch, conte di Kirchberg († 1402) e della contessa Agnese di Kirchberg († 1401/1407) ∞ II: (prima del 13 luglio 1417) contessa Margherita di Hohenlohe-Brauneck, documentata dal 1390 al 1429 († prima del 9 agosto 1432) (∞ I: (29 ottobre 1398) conte Enrico XVII (XXI/XXIII) di Schwarzburg-Wachsenburg (tra il 1376 e il 1380-dopo il 10 aprile 1406), figlio del conte Günther XVII (XXIX/XXX) di Schwarzburg-Wachsenburg († 1395) e la contessa Jutta di Schwarzburg-Blankenburg († 1372)), figlia del conte Corrado IV di Hohenlohe-Brauneck a Creglingen († 1390) e della contessa Anna di Hohenlohe-Weikersheim (1359-1434);
G1. [II] Michele, burgravio di Maidburg, conte di Hardegg, vendette l'eredità materna di Brauneck, compreso l'ufficio di Creglingen e i Sechs Maindörfer (sei principali villaggi) di Marktsteft, Obernbreit, Martinsheim, Gnodstadt, Oberickelsheim, Sickershausen ed Enheim al margravio Alberto Achille di Brandeburgo il 13 ottobre 1448; Hofrichter di corte del re Federico III (1444–1451), addobbamento (Ritterschlag) (1452), guardaboschi d'Austria, maresciallo della Bassa Austria (1475–1483), giudice supremo della corte (1478), consigliere privato dell'imperatore Federico III, minorenne (1427–1438), (1420 circa-24 marzo 1483 a Vienna, sepolto nel coro della chiesa di sant'Agostino, Vienna) ∞ (I) (Pasqua del 1453 a Wiener Neustadt) Anna Ungnad di Weissenwolf († 10 novembre 1460), figlia di Giovanni Ungnad di Weissenwolf, Freiherr di Sonnegg, e di Riccarda di Pernegg ∞ (II) Caterina di Rozmital (Rosenthal) ∞ (III) (1467) Anna di Lomnitz, figlia di Marquard di Lomnitz.
→ Linea estinta - Il 22 dicembre 1481 trasferisce i suoi possedimenti austriaci all'imperatore Federico III.
F2. Burcardo XIV di Maidburg-Hardegg, documentato nel 1384;
F3. Maria di Maidburg-Hardegg, documentata dal 1389 al 1394 ∞ (prima del 24 maggio 1389) Alberto di Pottendorf, signore di 1/2 Ebenfurth, documentato dal 1360 al 1394 († dopo il 1394) (∞ I: Anna di Pettau, documentato nel 1378 († prima del 1381), figlia di Hartnid V di Pettau († 1385) e Wilburg di Rauhenstein († 1387)), figlio del cavaliere Corrado di Pottendorf († 1350) e Caterina di Polheim;
F4. Ursula di Maidburg-Hardegg, († dopo il 1392) ∞ (prima del 24 agosto 1392) langravio N.N. di Leuchtenberg;
F5. Willibirg (Wilburg) di Maidburg-Hardegg, documentata nel 1392 († dopo il 1399) ∞ (dopo il 1399) Bernardo di Pettau, signore di Friedau e Wurmberg, signore di Enzesfeld, Weinburg, Gleichenberg e Maidenburg (1400), maresciallo della Stiria (1397/circa 1410), documentato nel 1386, (prima del 1386-† 1420), figlio di Hartnid V di Pettau († 1385) e Wilburg di Rauhenstein († 1387).
D4. Contessa Elvige di Maidburg, monaca nel monastero di San Bernardo (1335), badessa dell'abbazia di San Bernardo vicino a Horn (1373-1383), documentata il 13 agosto 1335, 4 ottobre 1373 e 24 aprile 1383 (1315/1320 circa-intorno al 1383);
D5. Contessa Agnese di Maidburg, monaca nel monastero di San Bernardo presso Horn (1335) (1315/1320 circa-dopo il 1335);
D6. Conte Burcardo di Maidburg-Hardegg, sacerdote (1346);
D7. Corrado (I/III), burgravio di Maidburg, conte Corrado III di Hardegg, al servizio del re Filippo VI di Francia (1346–1347), documentato il 29 giugno 1340, (1310/1320 circa-25 settembre 1349 per peste) ∞ (prima del maggio 1348) Caterina d'Austria (28 febbraio 1320-28 settembre 1349 per peste) (∞ (I): (1338 a Parigi) Enguerrand VI di Coucy, signore di Coucy, di Marle, di la Fère e di Oisy (⚔ 26 agosto 1346 nella battaglia di Crécy, sepolto nell'abbazia di Ourscamp), figlio di Guglielmo I di Guines, signore di Coucy, (1286–1335) e Isabella di Châtillon, di Saint-Pol († 1360)), figlia del duca Leopoldo I d'Austria e di Stiria (1290-1326) e di Elisabetta di Savoia (1297/1305–1330);
D8. Wernhard (Bernhard (Bernardo)) di Maidburg-Hardegg, canonico di Passavia (1350), canonico di Magdeburgo († intorno al 1350).
C3. Burcardo XI di Querfurt, burgravio di Maidburg, conte Burcardo I di Hardegg, capitano di Krems (1344), Hofmeister reale (1354-1358), Senior des Hauses (1357), documentato dal 1313 al 1359 (1285/1290 circa-12 novembre 1360/1361) ∞ (I) Czudna (di Bechin) († prima del 1335) ∞ (II) (prima del 15 febbraio 1346) Anna di Slesia-Troppau (1325 circa-17 marzo 1361, sepolta nel monastero di Retz), figlia del duca Nicola II di Slesia-Troppau(1288–1365) e Anna dalla Slesia-Ratibor († 1340);
D1. [I] Burcardo XII (XIII), burgravio di Maidburg, conte Burcardo II di Hardegg, Vogt dell'abbazia benedettina di Nostra Signora degli Scozzesi (1355), Landvogt nella Bassa Alsazia (1355-1357) e (1359-3 marzo 1363), Hofmeister di Carlo IV (1354-1368), giudice della corte imperiale (1359-1367), prevosto di Wyschehrad e cancelliere supremo del regno di Boemia (1363-1368), detto "il Giovane" (1357), documentato dal 1351 al 1368 (1315/1320 circa-16 settembre 1368 in Italia) ∞ (prima del 22 gennaio 1354) Gisela, documentata dal 1354 al 1358 († dopo il 22 marzo 1358 e prima del 1 luglio 1363);
E1. Giovanni II, burgravio di Maidburg, soprannominato "di Mohull" (1392) (forse Mohelno in Moravia?), signore di Jaromeritz, "il Giovane" (16 ottobre 1393), documentato dal 1364 al 1393 (1335/1340 circa-21 dicembre 1393);
E2. Margherita di Maidburg-Hardegg, monaca nel monastero delle clarisse di Santa Clara a Krumau (1365), francescana a Praga (1366) (1335/1340 circa-8 giugno 1369) ∞ (intorno al 1350/1355) Enrico II di Neuhaus (1325 circa-4 luglio 1362 o 5 luglio 1363) (∞ I: (1349) Margherita (Margarete, Mecela) di Leuchtenberg (1328-25 luglio (intorno al 1350/1355)), figlia del langravio Ulrico I di Leuchtenberg (1293–1334) e Anna di Zollern-Norimberga († dopo il 1340)), figlio di Ulrico III di Neuhaus (1299–1349) e Margherita di Carinzia;
E3. Susanna di Maidburg-Hardegg, documentata nel 1388.
D2. [I] Agnese di Maidburg-Hardegg († 8 giugno 1377) ∞ (prima del 1347) duca Alberto di Slesia-Opole-Strehlitz (dopo il 1300-dopo il 22 gennaio 1366 e prima del 25 settembre 1375), figlio del duca Bolko I di Slesia-Opole (1254/1258-1313) e Agnese N.N. († 1301);
D3. [I] Caterina di Maidburg-Hardegg, documentata nel 1357 ∞ () N.N. († prima del 1357);
D4. [II] Giovanni I, burgravio di Maidburg, conte di Hardegg (e Retz), Truchsess (1354), Hofrichter imperiale (1360 e 1363), maestro della corte imperiale (1364), Vogt imperiale di Zurigo (1365), nennt (?) (1379) margravio Jobst di Moravia suo Oheim (zio materno), "il Vecchio" (1380), documentato dal 1359 al 1393 (1335/1340 circa-1 gennaio 1394) ∞ (I) (intorno al 1355) Elena di Sassonia-Wittenberg († 2 aprile 1367), figlia del duca Rodolfo I di Sassonia-Wittenberg (1274–1356) e della contessa Agnese di Lindow-Ruppin (1314–1343) ∞ (II) (1383) contessa Anna († prima del 19 marzo 1399);
D5. [II] Elisabetta di Maidburg-Hardegg, documentata nel 1354, († 11 agosto 1375, sepolta nel monastero di Retz;
D6. [II] Dorothea di Maidburg-Hardegg, francescana a Praga (1354);
D7. [II] Contessa Anna di Maidburg (1340/1345 circa-dopo il 10 marzo 1396) ∞ (I) (prima del 21 ottobre 1360) conte Leopoldo di Hals († 12 marzo 1375 a Osterhofen), figlio del conte Giovanni di Hals († 1347) e Margherita di Leuchtenberg († 1380) ∞ (II) (prima del 6 dicembre 1379) conte Giovanni di Truhendingen (prima del 1360-12 novembre 1399 o 22 febbraio 1401) (∞ I NN), figlio del conte Enrico di Truhendingen (1320-1380) e Adelaide di Ziegenhain (1320-1388);
D8. [II] Ottone II, burgravio di Maidburg, conte Ottone IV di Hardegg, documentato fino al 1359 († prima del 12 marzo 1365);
D9. [II] Caterina di Maidburg-Hardegg († dopo il 28 gennaio 1400) ∞ Wolfgang di Walsee († prima del 12 marzo 1382), figlio di Enrico III di Walsee († 1367) e N.N. di Klingenberg;
D10. [II] Clara di Maidburg-Hardegg, documentata nel 1357 ∞ N.N..
C4. Contessa Agnese di Maidburg, monaca clarissa nell'abbazia clarissa di Znojmo (1330–1335) (1270/1280 circa-7 settembre 1335 a Znojmo) ∞ (intorno al 1295) Enrico di Leipa, ciambellano reale (1307–1309), maresciallo di Giovanni di Lussemburgo a Praga (1310), governatore in Moravia (1319), documentato dal 1296 al 1329, (1270 circa-26 agosto 1329 a Brno), figlio di Chval (Hynek) di Leipa, documentato dal 1253 al 1263;
C5. Conte Ottone di Maidburg, canonico di Magdeburgo (1325), canonico di Passavia (1336), sacerdote di Gera (1339), sacerdote di Eggenburg († 5 novembre 1349, sepolto nel monastero di Retz);
C6. Contessa Sofia di Maidburg, badessa dell'abbazia di San Bernardo (1341–1344) († 11 giugno 1344/1345);
C7. Willibirg o Wilburg di Maidburg-Hardegg († 20 ottobre 1336, sepolta nell'abbazia cistercense di Altzella) ∞ (intorno al 1330) Ermanno III (Meinheringi), burgravio di Meißen, conte di Hartenstein (1324), menzione documentata dal 1308 al 1341 (prima del 1308-prima del 9 marzo 1351, sepolto nell'abbazia cistercense di Altzella);
C8. Contessa Elisabetta di Maidburg, priora di Impach (1358) († 17 giugno 1358).

## Burgravi e signori di Querfurt (1230–1496) (estintosi nel 1506), conti di Mansfeld e signori di Schraplau nella persona del loro fondatore, signori di Mühlberg e Tannroda (estintosi nel 1418), signori di Beyernaumburg (estintosi nel 1384) e signori di Vitzenburg (1326–1464)
Gebeardo IV di Querfurt, funse da burgravio di Magdeburgo per il nipote minorenne fino alla sua maggiore età (1190-1209), Vogt dell'abbazia di Marienzell, documentato dal 1178 al 1213 (1150/1155 circa-dopo il 21 agosto 1213, prima del 1216) ∞ (I) (intorno al 1185/1190) contessa Luitgarda di Käfernburg († 1195/1200), figlia del conte Günther II di Käfernburg (1129/1135–1196) e (?) Agnese di Saarbrücken (conti di Saargau) ∞ (II) (tra il 1197 e il 1202) contessa Luitgarda o Lukardis di Nassau, documentata dal 1204 al 1220 (1175/1180 circa-prima del 1222) (∞ II: (prima del 1217) conte Ermanno V (III) di Virneburg, documentato dal 1204 al 1254 (prima del 1209-dopo il 1254), figlio del conte Goffredo di Virneburg (1187–1204/1212)), figlia del conte Ruprecht (Roberto) III di Nassau († 1191) e la contessa Elisabetta di Leiningen († prima del 1235). Essi ebbero i seguenti figli:
A1. [II] Burcardo IV di Querfurt, burgravio di Querfurt (1230), conte di 1/2 di Mansfeld (1230), minorenne (ancora 1217), documentato fino al 2 dicembre 1254, fondatore della linea Mansfeld della stirpe di Querfurt (estintosi nel 1780) (tra il 1197 e il 1202-tra il 1254 e il 1256) ∞ (1217) contessa Sofia di Mansfeld, documentata dal 1229 al 1233, figlia del conte Burcardo I di Mansfeld († 1229) e della contessa Elisabetta di Schwarzburg († 1260); per i discendenti, vedere l'albero genealogico dei Mansfeld
A2. [II] Gebeardo V di Querfurt, burgravio di Querfurt, menzione documentata dal 1216 al 1234, minorenne (ancora nel 1222) (tra il 1202 e il 1205-prima del 1240) ∞ N.N. (di Wernigerode);
B1. Gebeardo VI di Querfurt, conte di Osterfeld (1269), documenta dal 1241 al 1292 († 20 novembre 1297) ∞ N di Lippe, figlia di (Bernardo III di Lippe);
C1. Gebeardo VII di Querfurt, signore di Querfurt (1297), "il Vecchio" (1314), documentato nel 1297 († dopo il 29 giugno 1322) ∞ Hardewig di Lobdeburg-Arnshaugk, documentata nel 1318 († prima del 29 giugno 1322), figlia del conte Ottone IV di Lobdeburg-Arnshaugk († 1289) e N.N. di Schwarzburg;
D1. Gebeardo X di Querfurt, signore di Mühlberg (1332-1354), documentato dal 1310 al 1354 († 20 settembre 1354 o 28 settembre 1354, ucciso da un servo di Giovanni I di Isenburg, vescovo di Meißen) ∞ () N.N.;
E1. Sigfrido I di Querfurt, signore di Mühlberg (1354-1370), signore di Klitschen (1383), signore di Tannroda (1392), (1340 circa-dopo il 23 giugno 1396) ∞ Jutta di Blankenhain (1350 circa-dopo il 1383), figlia di Ludovico di Blankenhain († dopo il 1370) e Caterina di Tannroda († dopo il 1370).
F1. Gebeardo XIII di Querfurt, signore di Tannroda (1398-1403), documentato dal 1396 al 1408 (prima del 1396-prima del 30 gennaio 1418) ∞ Elisabetta di Weida, documentata dal 1403 al 1418 (nata intorno al 1400), figlia di Enrico XVI (XV), Vogt di Weida, (1366-1404) e di N.N.;
F2. Sigfrido (II) di Querfurt, documentato nel 1398.
→ Linea estinta
D2. Busso (Burcardo) VI di Querfurt, signore di Nebra (1325-1335), documentato nel 1310-1337 (prima del 1310-tra il 1337 e il 1340) ∞ (prima del 20 febbraio 1331) contessa Mechthild di Weimar-Orlamünde, documentata dal 1312 al 1340 († dopo il 1340, sepolta nel monastero domenicano di Erfurt) (∞ I: (prima dell'11 agosto 1312) conte Teodorico IV di Honstein, conte di Sondershausen-Straussberg-Greußen (1312), documentato nel 1286 (prima del 1286-11 aprile 1317 sepolto a Walkenried), figlio del conte Enrico III di Honstein-Sondershausen († 1305) e della contessa Jutta di Ravensberg († 1305), figlia del conte Ermanno V (IV) di Weimar-Orlamünde (prima del 1279–1319) e della contessa Mechtild di Rabenswald († dopo il 1338);
E1. Margherita di Querfurt, preposta di Quedlinburg (1355-1374);
E2. Gebeardo XII di Querfurt, Pfandherr di Gräfenhainichen (1377), signore di Wahren (1378), Pfandherr di Mühlberg (1378), Pfandherr di Friedeburg(1388), signore di Düben (1394-1399) († tra il 25 settembre 1399 e il 14 settembre 1402) ∞ (prima del 1393) Elisabetta (Sofia) di Leisnig-Penig, documentata dal 1384 al 1406, († dopo il 1406) (∞ I: (5 febbraio 1375) Giovanni di Golßen (prima del 1348-1376), figlio del burgravio Ottone (Hans) di Wettin e Golßen († 1355) e Agata di Ileburg († 1355)), figlia del burgravio Alberto VIII (VI) di Leisnig († 1408/1411) e Sofia di Waldenburg († 1394);
F1. Busso (Burcardo) VIII di Querfurt, signore di Sassenheim nella Prussia Orientale (1469), capitano di ventura dell'Ordine Teutonico (1454), capitano di Ortelsburg (1460-1465), documentato dal 1406 al 1469;
(?) G1. Burcardo di Querfurt, cavaliere dell'Ordine Teutonico (1472).
→ Linea estinta
F2. Protze II di Querfurt, Amtmann di Zörbig (1425-1429), Amtmann di Belzig-Rabenstein (1435), documentato dal 1406 al 1435;
F3. Enrico di Querfurt, documentato dal 1406 al 1426.
E3. Elisabetta di Querfurt ∞ (prima del 13 dicembre 1343) Rodolfo Schenk di Dornburg, documentato dal 1343 al 1349 († prima del 1351), figlio di Rodolfo di Tautenburg-Dornburg († 1346) e N.N. di Herbsleben († 1306);
E4. Burcardo di Querfurt, canonico di Magdeburgo e arcidiacono di Halberstadt (1370).
D3. Gebardo di Querfurt, canonico (1322), prevosto di Halberstadt (1325) († prima del 2 ottobre 1363);
D4. Sigfrido di Querfurt, canonico di Halberstadt (1310-1322) († prima del 2 ottobre 1363);
D5. Ermanno di Querfurt, commendatore della casa dell'Ordine Teutonico a Christburg (1336).
C2. Gerardo di Querfurt, canonico (1297), prevosto di Halberstadt (1304-1312), canonico di Hildesheim (1304-1310), prevosto di San Simone e Giuda a Goslar (1309-1312) († tra il 15 agosto 1312 e il 28 febbraio 1313);
B2. Gerardo II di Querfurt, documentato dal 1242 al 1300 ∞ contessa Lukard di Regenstein, documentata dal 1273 al 1274, figlia del conte Ulrico I di Regenstein (prima del 1219-prima del 1270) e Lukard di Grieben (nata prima del 1224);
C1. Luitgarda di Querfurt, documentata nel 1292 († prima del 1294) ∞ conte Federico II (VI) di Beichlingen-Rothenburg, burgravio di Kyffhausen, documentato nel 1255 († dopo il 15 luglio 1314), figlio del conte Federico IV (III) di Beichlingen e Lohra († 1275) e Hedewigis di Hohnstein († 1294);
C2. Gebardo VIII (IX) di Querfurt, signore di Querfurt (1295), documentato nel 1295 († dopo il 1º dicembre 1320) ∞ Sofia di Hackeborn, figlia di Ludovico I di Hackeborn (1253-1298) e della contessa Sofia di Anhalt-Zerbst († 1290);
D1. Gebardo IX (X) di Querfurt "il Lungo (l'Alto?)", conte di Querfurt (1319), signore di Beyernaumburg (1321), documentato dal 1295 al 1323 ∞ N.N., documentata nel 1323.
D2. Bruno IV di Querfurt, signore di Beyernaumburg (1325), documentato dal 1313 al 1329 († prima del 4 gennaio 1343) ∞ N.N., documentata 1323.
(?) E1. Giovanni I di Querfurt, signore di Lützen (1336) († dopo il 1343);
(?) E2. Gerardo III di Querfurt, documentato dal 1336 al 1345;
E3. Burcardo di Querfurt, canonico di Naumburg e Merseburg (1357), canonico di San Sisto a Merseburg (prima del 1374), prevosto di Jechaburg (1374-1381), vescovo electus di Merseburg (1382-1384) († 8 giugno 1384);
→ Linea estinta
C3. Bruno III di Querfurt, signore di Schmon (1315), signore di Nienburg (1325), signore di Vitzenburg (1326), documentato dal 1307 al 1345 (1280 circa-dopo il 1345) ∞ (1306) Mechtild di Barby, documentato 1334, figlia del conte Alberto IV di Barby (1271-1312) e N.N.;
D1. Gebeardo XI (XIV) di Querfurt, signore di Vitzenburg († 1356), conte di Querfurt (1358), signore di Nebra (1364), signore di Allstedt (1369), documentato nel 1329 (1320 circa-25 novembre 1383, sepolto nella collegiata, castello di Querfurt); ∞ (I) contessa Elisabetta di Mansfeld, documentata nel 1353 († prima del 21 dicembre 1368, sepolta a Mansfeld), figlia del conte Burcardo V di Mansfeld-Querfurt († 1354/1358) e della contessa Oda di Wernigerode (1290-1343) ∞ (II) (dopo il 23 agosto 1361) contessa Elena di Schwarzburg, documentata dal 1338 al 1363, vedova del conte Alberto I di Mansfeld (1328 circa-tra il 23 agosto 1361 e il 6 aprile 1362), figlia del conte Enrico IX (VIII) di Schwarzburg (1300-1358/1361) e Elena di Holstein († 1341) ∞ (III) (prima del 15 gennaio 1369) contessa Mechtild di Schwarzburg-Blankenburg (1350 circa-26 giugno 1381), figlia del conte Enrico IX (XII) di Schwarzburg-Blankenburg (1325-1372/1373) e della contessa Agnese di Hohnstein-Sondershausen († dopo il 1382);
E1. [I] Bruno V di Querfurt, signore di Vitzenburg (1372-1402/03), Pfandherr di Eckartsberga (1388), documentato nel 1353 (1334 circa-tra il 25 novembre 1402 e il 15 marzo 1403) ∞ (prima del 26 marzo 1393) contessa Elisabetta di Honstein-Heringen, documentata nel 1393 (1334 cica-dopo il 1393), figlia del conte Teodorico V di Honstein-Heringen (1306-1379) e Adelaide di Holstein (1299-1350);
F1. Bruno di Querfurt, canonico di Zeitz (1412-1423), scuola del duomo di Zeitz († prima del 17 marzo 1437).
E2. [I] Mecththild di Querfurt, priora del convento di Helfta (1369), badessa del convento di Helfta (1383-1409), documentata nel 1346 († 5 giugno 1411, sepolta nel convento di Helfta);
E3. [I] Burcardo di Querfurt, monaco del monastero di Reinsdorf, documentato nel 1353;
E4. [I] Gebardo di Querfurt, iscritto all'Università di Bologna (1369), prevosto a Bibra (1367-1369), scuola del duomo di Magdeburgo (1368-1372), canonico a Merseburg (1372), documentario dal 1353 al 1372 († entro il 2 luglio 1375);
E5. [I] Volrad di Querfurt, canonico (1350), cattedrale scolastica di Magdeburgo (1354-1367) (⚔ 3 settembre 1367 nella battaglia di Dinklar);
E6. [I] Alberto (III/IV) di Querfurt, immatricolato all'Università di Bologna (1368-1372), immatricolato all'Università Carolina di Praga (1377), canonico di Halberstadt (1368), canonico di Merseburg (1369), canonico di Naumburg (1372), arcidiacono di Halberstadt (1375), arcidiacono di Magdeburgo (1377), prevosto di San Gangolfo, electus (1382), arcivescovo di Magdeburgo (1383-1403) († 12 giugno 1403 nel castello di Giebichenstein);
E7. [II] Jutta di Querfurt (1362/1367-dopo il 1411) ∞ (1386) principe Sigismondo I di Anhalt, a Zerbst († 1396), a Dessau (1396-1405) (1368 circa-tra il 19 gennaio 1405 e 22 ottobre 1405 a Coswig), figlio del principe Giovanni I di Anhalt-Zerbst (1340-1380/1382) e della contessa Elisabetta di Henneberg-Schleusingen (1351-1397);
E8. [II] Enrico di Querfurt, balivo (Vogt) dell'Ordine Teutonico a Dirschau (1412-1413), cavaliere dell'Ordine Teutonico (1426), documentato dal 1387 al 1426 (1362/1367-dopo il 1426);
E9. [II] Giovanni II di Querfurt, signore di Burgscheidungen (1401), documentato dal 1387 al 1418 (1362/1367-dopo il 1418);
E10. [II]  Lutrudis di Querfurt (1362/1367-dopo il 2 luglio 1426) ∞ (prima del 1392) principe Ottone III di Anhalt-Bernburg († tra il 27 febbraio 1404 e il 3 aprile 1406), figlio del principe Bernardo III di Anhalt-Bernburg (1300-1348) e di Agnese di Sassonia-Wittenberg († 1338), Matilde di Anhalt o Matilde di Brunswick († 1354);
E11. [III] Burcardo (Busso) VII di Querfurt, documentato dal 1395 al 1404, (1365/1370-1406) ∞ contessa Elisabetta di Honstein, a Heringen (1417-1439) (partim (?)), documentato dal 1416 al 1439 († tra il 16 aprile 1446 e il 16 aprile 1447) (∞ II: (prima del 4 gennaio 1418) Gotescalco di Plesse, documentato dal 1393 al 1435 († 1435/1437), figlio del cavaliere Giovanni di Plesse († 1360/1390) e di Adelaide di Everstein († 1397)), figlia del conte Teodorico VI di Honstein da Heringen (1327-1393) e della contessa Lutrud di Mansfeld († 1394);
E12. [III] Protze I (III) (Broczo) di Querfurt, signore di Burgscheidungen (1401), signore di Vitzenburg († 1426), documentato nel 1396 (1370 circa-⚔ 15 giugno 1426 nella battaglia di Aussig) ∞ (I) contessa Agnese di Gleichen, figlia del conte Ernst I (VII) di Gleichen († 1394/1395) e Agnese di Colditz († 1391) ∞ (II) contessa Agnese di Beichlingen (dopo il 1393-prima del 30 giugno 1441), figlia del conte Federico XIV di Beichlingen-Wiehe († 1426) e della contessa Mechtild (Matilde) di Mansfeld (1375-1447);
F1. [I] Gebeardo XIV di Querfurt, signore di Allstedt e di 1/2 di Vitzenburg (1426), signore di Burgscheidungen (1427), documentato dal 1417 al 1438 († prima del 12 febbraio 1440) ∞ (prima del 10 aprile 1436) contessa Mechthild di Hohnstein, figlia del conte Ernst I (II) di Honstein di Klettenberg, Lohra, Lauterberg e Scharzfeld († 1426) e della contessa Anna (Sofia) di Stolberg († 1436);
G1. Agnese di Querfurt († tra l'11 agosto 1475 e il 9 novembre 1481) ∞ Wenzel di Bieberstein, signore di Sorau, Beeskow e Storkow (prima del 1414-1471/1472), figlio di Giovanni di Bieberstein su Beeskow e Storkow († 1442) e N.N. di Colditz;
F2. [I] Mecththild di Querfurt († 1432) ∞ (prima del 21 ottobre 1419) principe Bernardo VI di Anhalt-Bernburg († 2 febbraio 1468) (∞ II: (11 marzo 1434) Edvige di Slesia-Sagan (prima del 1422-14 maggio 1497), figlia del duca Giovanni I di Slesia-Glogau-Sagan ((1385)-1439) e Scolastica di Sassonia (1393/1394-1461/1463)), figlio del principe Ottone III di Anhalt-Bernburg († 1404/1406) e Lutrudis di Querfurt († 1426);
F3. [II] Giovanni III di Querfurt, documentato nel 1426;
F4. [II] Bruno VI (VIII/XI) di Querfurt, signore di Querfurt (1439), signore del castello di Wippra (1442), signore di Artern (1448), signore di Vitzenburg (1464), signore di Allstedt (1471), minorenne (1426-1440), "il Vecchio" (1474) (dopo il 1418-26 febbraio 1496 per peste) ∞ (I) contessa Anna di Gleichen-Tonna († 22 marzo 1481), figlia del conte Adolfo I di Gleichen-Tonna († 1456) e della contessa Agnese di Hohnstein da Heldrungen ∞ (II) (dopo il 22 marzo 1481) contessa Elisabetta di Mansfeld (1444 circa a Schraplau-18 settembre 1482 a Querfurt, sepolta nella chiesa del castello di Querfurt) (∞ I: (contratto 27 marzo 1454 ad Alsleben; dispensa il 6 settembre 1454) principe Alberto V di Anhalt-Köthen (1419 circa-9 gennaio 1475, sepolto nel monastero di Coswig), figlio del principe Alberto IV di Anhalt-Köthen († 1423) e di Elisabetta di Querfurt († 1452)), figlia del conte Günther II (III) di Mansfeld († 1475) e della contessa Anna di Honstein (1415-dopo il 1450);
G1. [I] Bruno VII (IX) di Querfurt († 3 settembre 1495) ∞ (5 gennaio 1472/prima dell'11 settembre 1483) contessa Brigitte di Stolberg (24 giugno 1468-(4/13) luglio 1518), figlia del conte Enrico XIX (IX) "il Vecchio" di Stolberg (1436-1511) e della contessa Matilde di Mansfeld (1436-1469);
H1. Barbara di Querfurt (1485 circa-23 gennaio 1511, sepolta nella chiesa di Sant'Andrea, Eisleben) ∞ (1500 a Stolberg) conte Ernst II di Mansfeld-Vorderort (6 dicembre 1479 circa-9 maggio 1531 ad Artern, sepolto nella chiesa di Sant'Andrea, Eisleben) (∞ II: (14 giugno 1512) contessa Dorothea da Solms-Lich (25 gennaio 1493-8 giugno 1578 a Mansfeld, sepolta nella chiesa di Sant'Andrea, Eisleben), figlia del conte Filippo di Solms-Lich (1468-1544) e della contessa Adriana di Hanau-Münzenberg (1470-1524)), figlio del conte Alberto III (V) di Mansfeld, signore di Heldrungen (1450-1484) e di Susanna di Bickenbach (1469-1530);
H2. Brigitte di Querfurt, domina (rettrice) del monastero di Kelbra;
H3. Gebardo di Querfurt (10 febbraio 1494-20 settembre 1495);
H4. Caterina di Querfurt, monaca nel convento di Drübeck (1502-1514), decana nell'abbazia di Gandersheim (1526) (1495, nata postuma-1553 nel convento di Drübeck).
G2. [I] Caterina di Querfurt ((1450 circa)-22 febbraio 1521 a Kelbra, sepolta a ibid.) ∞ (I) (1470) conte Günther XXI "il Medio" ("der Mittlere") di Schwarzburg-Blankenburg (1450 a Rudolstadt-⚔ 19 novembre 1484 nei pressi di Delmenhorst, sepolto nel duomo di Brema), figlio del conte Enrico XXI (XXVI) di Schwarzburg-Blankenburg (1418-1488) e Elisabetta di Cleves (1420-1488) ∞ (II) (1497) conte Filippo II di Waldeck-Eisenberg ((3 marzo 1453)-26 ottobre 1524 a Sparrenburg, sepolto nel 1576 nella chiesa di San Nicola a Korbach) (∞ I: contessa Caterina da Solms-Lich ((1458)-12 dicembre 1492, sepolto nel 1576 nella chiesa di San Nicola a Korbach), figlia del conte Cuno da Solms-Lich († 1477) e della contessa di Wild e del Reno Walpurga da Dhaun († 1493)), figlio del conte Volrado I di Waldeck (1399-1475) e della contessa Barbara di Wertheim (1420/1422-1443/1470);
G3. [I] Giovanni di Querfurt, decano del duomo di Halberstadt (1472-1506) († tra il 26 maggio 1506 e il 4 ottobre 1506).
→ Linea estinta in via maschile
F5. [II] Anna di Querfurt († prima del 1480) ∞ (dopo il 1450) conte Giovanni (III) di Honstein (1445 circa-prima del 14 giugno 1492) (∞ II: (1480) contessa Margherita di Gleichen-Tonna († 24 ottobre 1518 a Coppenbrügge, morta in un incidente), figlia del conte Sigismondo I di Gleichen-Tonna (1421-1494) e di Agnese di Querfurt († 1461)), figlio del conte Ernesto II (III) di Honstein da Klettenberg († 1454) e la contessa Adelaide di Oldenburg (sorella del re di Danimarca Cristiano I) (Oldenburg) ((1425)-1492);
F6. [II] Agnese di Querfurt († 1461, sepolta nella chiesa di San Pietro, Erfurt) ∞ (145(3)) conte Sigismondo I di Gleichen-Tonna (1421-8 marzo 1494 a Tonna, sepolto nella chiesa di San Pietro, Erfurt) (∞ II: (1462) contessa Caterina di Schwarzburg-Blankenburg (2 febbraio 1442-9 novembre 1484, sepolta nella chiesa di San Pietro, Erfurt) (∞ I: (5 novembre 1458 ad Arnstadt) conte Burcardo VII di Mansfeld (1434 circa-23 settembre 1460 ad Arnstadt), figlio del conte Volrado I (II) di Mansfeld ((1380)-1450) e la contessa Anna di Gleichen († prima del 1435) o Margherita di Slesia-Glogau-Sagan ((1415/1425)-1491), figlia del conte Enrico XXVI (XX) di Schwarzburg-Blankenburg (1418-1488) e Elisabetta di Cleve (1420-1488), figlio del conte Ernesto VIII (II/IX) di Gleichen (1390-1426) e della contessa Margareta di Henneberg-Schleusingen (1386-1427);
F7. [II] Brigitte di Querfurt († prima del 1441);
F8. [II] una figlia dal nome sconosciuto di Querfurt († prima del 1450);
F9. [II] una figlia dal nome sconosciuto di Querfurt ∞ Hans Schenk di Tautenburg, documentato dal 1435 al 1475;
F10. [II] Enrico di Querfurt, cavaliere dell'Ordine Teutonico a Elbing, documentato nel 1451;
F11. [II] Margherita di Querfurt, priora del convento di Heusdorf presso Apolda, documentata nel 1429.
E13. [III] Elisabetta di Querfurt, documentata dal 1417 al 1452 (1370 circa-1452, sepolta nel monastero di Coswig) ∞ (I) Corrado (Kurt) di Hadmersleben, signore di Egeln (1393), documentato nel 1363 († 29 settembre 1416), figlio di Ottone di Hadmersleben († 1390/1398) e Sofia di Wernigerode (1354-1373) ∞ (II) (prima del 4 febbraio 1419) principe Alberto IV di Anhalt-Köthen († 24 novembre 1423 a Coswig) (∞ I: (prima del 1398) contessa Elisabetta di Mansfeld († dopo il 27 dicembre 1412), figlia del conte Günther I (II) di Mansfeld ((1360)-1412) e della contessa Elisabetta di Honstein da Klettenberg († 1412)), figlio del principe Giovanni I di Anhalt-Zerbst (1340-1382) e della contessa Elisabetta di Henneberg-Schleusingen (1351-1397).
D2. Jutta di Querfurt, documentata nel 1367 († dopo il 31 ottobre 1370) ∞ conte Enrico VI di Gleichen-Tonna, documentato nel 1343 († dopo il 6 febbraio 1379), figlio del conte Ermanno III (IV) di Gleichen (1290-1345) e Sofia di Hohnstein (1301-1343);
D3. Bruno di Querfurt, canonico di Magdeburgo (1325-1347), prevosto di Bibra (1343-1344);
D4. Volrado di Querfurt, documentato dal 1329 al 1350;
D5. Alberto di Querfurt, cavaliere dell'Ordine Teutonico, documentato dal 1343 al 1359
(?) D6. Giovanni I di Querfurt, documentato dal 1336 al 1343;
(?) D7. Gerardo III di Querfurt, "il Vecchio", signore di Querfurt (1364), documentario nel 1336 († dopo il 22 agosto 1364).
C4. Gebeardo di Querfurt, canonico di Magdeburgo (1300-1328), prevosto di San Sebastiano (20 dicembre 1307-1311), prevosto di Magdeburgo (6 aprile 1312-4 marzo 1314, scomunicato) e (1321-8 giugno 1325), canonico di Merseburgo (29 gennaio 1332), prevosto di San Sisto a Merseburgo (24 giugno 1344-18 ottobre 1352) († 18 ottobre 1352 o 23 novembre 1354);
C5. Burcardo di Querfurt, documentato dal 1296 al 1350, canonico (1311-1334), arcidiacono di Sant'Andrea a Hildesheim (1325) († prima del 14 dicembre 1350);
C6. Busso (Burcardo) V di Querfurt, signore di Querfurt, documentato nel 1329.
B3. Burcardo di Querfurt, canonico (1255), camerlengo del duomo di Magdeburgo (1262-1278), prevosto di Bibra (1264-1287), electus (1277), decano del duomo di Magdeburgo (1282-1290), documentario dal 1255 al 1290;
B4. Meinardo di Querfurt, cavaliere dell'Ordine Teutonico (1274), commendatore dell'Ordine Teutonico a Christburg (1280), commendatore a Königsberg (1281), comandante a Brandeburgo (1284-1287), Landmeister di Prussia (1288-1298), concesse il titolo di città a Preußisch Holland nel 1297 (prima del 1240-tra il 21 dicembre 1298 e l'11 gennaio 1302);
B5. Bertoldo di Querfurt, canonico di Magdeburgo, documentato dal 1271 al 1272.
A3. [II] Ruprecht (I) di Querfurt, minorenne (nel 1222), canonico di Magdeburgo (30 luglio 1231), prevosto di Hundisburg (1º gennaio 1233-1238), scholasticus del duomo (12 marzo 1249), decano del duomo (10 maggio 1254), arcivescovo di Magdeburgo (marzo/aprile 1260-1266) (tra il 1204 e il 1210-19 dicembre 1266, sepolto nel transetto sud del duomo di Magdeburgo);
A4. [II] Luckard di Querfurt (1210 circa-6 maggio 1263) ∞ (1230/1235 circa) conte Walther IV (III) di Arnstein, conte di Barby (1226), documentato dal 1223 al 1259 (prima dell'8 giugno 1223-prima del 26 maggio 1263), figlio di Walther III (II) di Arnstein (1150-1196) e Gertrude di Ballenstedt;
A5. [II] Mecthild di Querfurt, documentata il 10 maggio 1254 (tra il 1205 e il 1210-dopo il 10 maggio 1254) ∞ (1230 circa) Ermanno VI di Lobdeburg, detto di Leuchtenburg (1252), documentato dal 1223 al 1256 († dopo il 1256), figlio di Ermanno IV di Lobdeburg.

### Annotazioni
1. ↑  (DE) Lohmeyer, Brun von Querfurt, in Allgemeine Deutsche Biographie, vol. 3, Lipsia, Duncker & Humblot, 1876,  p. 433 s.
2. ↑  (DE) Karl Uhlirz, Wichmann, in Allgemeine Deutsche Biographie, vol. 42, Lipsia, Duncker & Humblot, 1897,  p. 780–790.
3. ↑  (DE) Karl Janicke, Albrecht IV., Erzbischof von Magdeburg, in Allgemeine Deutsche Biographie, vol. 1, Lipsia, Duncker & Humblot, 1875,  p. 267 s.

1. ↑  (DE) Hanns Leo Mikoletzky, Brun von Querfurt, in Neue Deutsche Biographie, vol. 2, Berlin, Duncker & Humblot, 1955, ISBN 3-428-00183-4,  pp. 674  s. (online).
2. ↑  (DE) Berent Schwineköper, Albrecht IV. (Albertus) von Querfurt, in Neue Deutsche Biographie, vol. 1, Berlin, Duncker & Humblot, 1953, ISBN 3-428-00182-6,  p. 166 (online).

1. ↑  Albrecht IV. (Albertus) von Querfurt. In: Johann Heinrich Zedler: Grosses vollständiges Universal-Lexicon Aller Wissenschafften und Künste. Band 1, Leipzig 1732, Spalte 995 f.

1. ↑  Friedrich Wilhelm Bautz: Brun von Querfurt. In: Biographisch-Bibliographisches Kirchenlexikon (BBKL). Band 1, Bautz, Hamm 1975. 2., unveränderte Auflage Hamm 1990, ISBN 3-88309-013-1, Sp. 766–767
2. ↑  Johannes Madey: Konrad von Querfurt. In: Biographisch-Bibliographisches Kirchenlexikon (BBKL). Band 4, Bautz, Herzberg 1992, ISBN 3-88309-038-7, Sp. 427–427.
3. ↑  Wilhelm Kohl: WICHMANN (Wicman, Wigmannus) von Seeburg. In: Biographisch-Bibliographisches Kirchenlexikon (BBKL). Band 13, Bautz, Herzberg 1998, ISBN 3-88309-072-7, Sp. 1043–1046.

### Fonti
1. 1 2 3 4 5 6 7 8 9 10 11 12 13 14 15 16 17 18 19 20 21 22 23 24 25 26 27 28 29 30 31 32 33 34 35 36 37  D. Schwennicke: Europäische Stammtafeln, Neue Folge, Band XIX., Tafel 82, Verlag: Vittorio Klostermann, Frankfurt a. M. 2000, ISBN 3-465-03074-5
2. 1 2 3 4 5 6 7 8 9 10 11 12 13 14 15 16 17 18 19 20 21 22 23 24 25 26 27 28 29 30 31 32 33 34 35 36 37 38 39 40 41 42 43 44  D. Schwennicke: Europäische Stammtafeln, Neue Folge, Band XIX., Tafel 83, Verlag: Vittorio Klostermann, Frankfurt a. M. 2000, ISBN 3-465-03074-5
3. 1 2 3 4 5 6 7 8 9 10 11 12 13 14 15 16 17 18 19 20 21 22 23 24 25 26 27 28 29 30 31 32 33 34 35 36 37 38 39 40 41 42  D. Schwennicke: Europäische Stammtafeln, Neue Folge, Band XIX., Tafel 84, Verlag: Vittorio Klostermann, Frankfurt a. M. 2000, ISBN 3-465-03074-5
4. ↑  genealogie-mittelalter  Salome von Heinsberg (archiviato dall'url originale il 4 marzo 2016)., abgerufen am 7. November 2010.
5. ↑  books.google.de  Germania Sacra (archiviato dall'url originale il 19 febbraio 2021). Die Bistumer der Kirchenprovinz Magdeburg - Das Bistum Naumburg 1, Die Diözese 2, Bände 1–2, Neue Folge Nr. 35,2, Autor: Heinz Wiessner, Verlag: Walter de Gruyter, 1998, ISBN 978-3-11-015570-9, 512 Seiten
6. ↑  genealogie-mittelalter.de  Wilhelm von Lutisburg (archiviato dall'url originale il 4 marzo 2016).
7. 1 2  Helmut Lötzke: Die Burggrafen von Magdeburg aus dem Querfurter Hause, Verlag: Rockstuhl, Bad Langensalza: 1. Auflage 2005, ISBN 3-936030-22-7
8. 1 2  genealogy.euweb.cz  Ascania 2 (archiviato dall'url originale il 28 gennaio 2021)., abgerufen am 15. Oktober 2010.
9. ↑  genealogy.euweb.cz  Denmark 3 (archiviato dall'url originale il 28 gennaio 2021)., abgerufen am 17. Oktober 2010.
10. ↑  Primäre Quellen, die die Heirat II. bestätigen sind noch nicht identifiziert worden. Gefunden bei D. Schwennicke: Europäische Stammtafeln, Neue Folge, Band XIX., Tafel 83, Verlag: Vittorio Klostermann, Frankfurt a. M. 2000, ISBN 3-465-03074-5 (nur Namen ohne Mutter), Seite nicht mehr abrufbar, Suche in Webarchiven:  Uni-Erlangen[collegamento interrotto]. (ohne Vater und Mutter), GeneAll.net (Namen) und bei our-royal-titled-noble-and-commoner-ancestors.com/p4381.htm (die Eltern mit Datum ohne Lukarde und Burchard) mit Ref: Europaische Stammtafeln, by Wilhelm Karl, Prinz zu Isenburg, Vol. VIII, Tafel 130 (liegt mir nicht vor)
11. 1 2  genealogy.euweb.cz  Schwarzburg 2 (archiviato dall'url originale il 28 gennaio 2021)., abgerufen am 17. Oktober 2010.
12. ↑  books.google.de burglinus Allgemeine Literatur-Zeitung, Band 4, Band 2 von Bibliothek der deutschen Sprache: Periodica, Verlag: Joh. Gottfr. Müllerischen Buchh., 1785–1849., 1796, Original von: New York Public Library, Digitalisiert: 14. Mai 2007, abgerufen 23. Oktober 2010
13. 1 2 3  genealogy.euweb.cz  Hohenlohe 1 (archiviato dall'url originale il 28 gennaio 2021)., abgerufen am 23. Oktober 2010.
14. ↑  genealogy.euweb.cz  Schwarzburg 4 (archiviato dall'url originale il 28 gennaio 2021)., abgerufen am 23. Oktober 2010.
15. ↑  books.google.de Michael von MaidburgKönig, Fürsten und Reich im 15. Jahrhundert, Band 29 von Forschungen zur Kaiser- und Papstgeschichte des Mittelalters, Autoren: Paul-Joachim Heinig, Jörg Schwarz, Herausgeber: Franz Fuchs, Verlag: Böhlau Verlag Köln Weimar, 2009, ISBN 978-3-412-20473-0
16. ↑  genealogy.euweb.cz  Lipa (archiviato dall'url originale il 28 gennaio 2021)., abgerufen am 17. Oktober 2010.
17. 1 2 3 4 5 6 7 8 9 10 11 12 13 14 15 16 17 18 19 20 21 22 23 24 25 26 27 28 29 30 31 32 33 34 35 36 37 38 39 40 41  D. Schwennicke: Europäische Stammtafeln, Neue Folge, Band XIX., Tafel 92, Verlag: Vittorio Klostermann, Frankfurt a. M. 2000, ISBN 3-465-03074-5
18. ↑  Fachhochschule Potsdam: Untersuchung der Tumba Gebhards XIV. von Querfurt und Erstellung eines Restaurierungskonzepts, Diplomarbeit in der Studienrichtung Konservierung und Restaurierung von Objekten aus Stein, Steffi Hunger, Potsdam, 1. März 2007  Tumba Gebhards XIV von Querfurt (PDF) (archiviato dall'url originale il 19 febbraio 2021). (PDF) PDF 2,8 MB, abgerufen 25. Mai 2013
19. 1 2 3 4  genealogy.euweb.cz  Ascania 4 (archiviato dall'url originale il 28 gennaio 2021)., abgerufen am 13. Oktober 2010.
20. 1 2  genealogy.euweb.cz  Schwarzburg 5. URL consultato il 14 giugno 2010 (archiviato dall'url originale il 28 gennaio 2021).
21. 1 2  genealogy.euweb.cz  Cleves 5. URL consultato il 14 giugno 2010 (archiviato dall'url originale il 29 aprile 2012).
22. ↑  genealogy.euweb.cz  Solms 4. URL consultato il 15 ottobre 2010 (archiviato dall'url originale il 28 gennaio 2021).
23. ↑  Adelheid von Oldenburg  MedLands (archiviato dall'url originale il 12 settembre 2017).
24. ↑  D. Schwennicke: Europäische Stammtafeln, Neue Folge, Band XIX., Tafel 99, Verlag: Vittorio Klostermann, Frankfurt a. M. 2000, ISBN 3-465-03074-5
25. ↑  books.google.de  Das Erzbistum Magdeburg, Bände 1-2 (archiviato dall'url originale il 14 marzo 2016). Autoren: Gottfried Wentz, Berent Schwineköper, Verlag: Walter de Gruyter, 1972, Seiten 320ff, ISBN 978-3-11-001811-0, abgerufen 11. Oktober 2010